# Оттоне Вісконті
Оттоне Вісконті (*Ottone Visconti, 1207 — 8 серпня 1295) — синьйор Мілана в 1277—1287 роках.

## Життєпис

### Початок кар'єри
Походив зі знатної родини Вісконті. Син Убальдо Вісконті, синьйора Массіно, Альбіццате, Беснате, й Анастасії Піровано. Народився у 1207 року. Ймовірно спочатку допомагав батькові. Можливо, замолоду обрав церковну кар'єру, поступивши на службу до Леона де Перего, архієпископа Мілана. У 1247 році став помічником папського легата Оттавіано Убальдіні, з яким брав участь у посольствах до Франції, італійськими державами. В цей час обіймав посади прокуратора при папському дворі, потім отримав посаду каноніка церкви у м. Дезіо. З 1257 року став претендувати на посади міланського архієпископа. У 1260 році обирається подестою міста Новара.

### Боротьба з делла Торре
У 1262 році призначається папою римським Урбаном IV архієпископом Мілана. З самого початку очолив партію феодальної знаті, вступив у конфлікт з очільником пополанів Мартином делла Торре, синьйором Мілана. У відповідь той заборонив новому архієпископу. Тоді 1263 року Оттоне перебрався до села Ароне, де провів церемонію отримання посади архієпископа. Тоді війська делла Торре взяли в облогу Арон і фортецю Ангеру. Втім, Оттоне Вісконті зумів втекти до Новари, але там його знову взяв в облогу Фраческо делла Торре. Після цього архієпископ сховався в фортеці Монтефіасконе.
У листопаді 1263 року війна з делла Торре не деякий час припинилася після смерті синьйора міланського Мартина. Новим правителем став Філіпп делла Торре. У 1265 році Оттоне Вісконте дістав підтримку від нового папи римського Климента IV. Проте протягом 1265—1266 років новим синьйором Мілана став Наполеон делла Торре, що більш ворожо налаштований до Вісконті, який вступив у конфлікт з міланською знаттю. Але у 1268 року помер Климент IV, що послабило позиції Вісконті.
В результаті 1272 року розпочався збройний конфлікт між Оттоне Вісконті та делла Торре, але війська Вісконті 1276 року на чолі із небожем архієпископа — Теобальдом вісконті — зазнали нищівної поразки.
У 1273 році новим папою римським став родич Оттоне Вісконті — Теобальдо під іменем Григорія X, який надав суттєву підтримку архієпископу Міланському. Проте того ж року делла Торре завдали вісконті поразку й зайняли місто Павія. Невдовзі делла Торре перейшли на бік гібеллінів. Натомість Оттоне дістав допомогу гвельфів та Карла Анжуйського, короля Сицилії і Неаполя.
У 1277 році знову виступив проти Наполеона делла Торре, й у битві при Дезіо Вісконті здобули повну перемогу, а Наполеон потрапив у полон. В результаті Оттоне Вісконті зумів зайняти Мілан й стати синьйором Мілана (факт поєднання посад Оттоне послав на старовинні права Міланських архієпископів). Цим було покладено початок правління династії Вісконті в Мілані.
Спочатку сприяв встановленню громадянського миру в місті, багато зробив для його розбудови. Потім розпочав активну зовнішню політику, вже в перший рік підкоривши міста Лоді та Кастельсепріо, а потім область між річками Адда і Тічино. Але у 1278 році війська Вісконті зазнали поразки від делла Торре у битві при Сан-Донато. Тоді Оттоне домовився з Вільгельмом VII, маркізом Монферра, про обрання його капітаном 9військовим очільником) Міланського війська.
Втім з часом відносини Оттоне Вісконті з Вільгельмом VII погіршилися, у 1281 році той перейшов на бік делла Торре. Того ж року у битві при Вапріо-д'Адда, війська Оттоне здобули рішучу перемогу над делла Торре, яких очолював Кассоне. Той загинув, а з новим очільником роду Раймондо делла Торре було укладено мир в м. Лоді.

### Останні роки
Після цього протягом 1281—1287 років правив Міланом, не проявляючи зовнішньої активності, основна увага приділялася піднесенню економіку міланських володінь. У 1287 році склав повноваження капітана і синьйора Мілана, передавши владу небожу Маттео. У 1291 році склав повноваження архієпископа. Слідом за цим залишив Мілан, вирушив до абатства Клерво в Бургундії, де й помер 1295 року.